# Gordon Hill (piłkarz)
Gordon Alec Hill (ur. 1 kwietnia 1954 w Sunbury-on-Thames) – angielski piłkarz występujący na pozycji pomocnika.
W barwach Manchesteru United i Derby County rozegrał łącznie 125 spotkań i zdobył 44 bramki w Division One. Zadebiutował w tych rozgrywkach jako zawodnik United, 15 listopada 1975 w wygranym 2:0 meczu z Aston Villą, a 13 grudnia 1975 w wygranym 4:1 pojedynku z Sheffield United strzelił swojego pierwszego gola w Division One. W sezonie 1976/1977 zdobył Puchar Anglii z Manchesterem United.
W reprezentacji Anglii zadebiutował 28 maja 1976 w wygranym 3:2 towarzyskim meczu z Włochami. W latach 1976–1977 w drużynie narodowej zagrał sześć razy.